# Понятовиці
Понятовиці (пол. Poniatowice, нім. Pontwitz) — село в Польщі, у гміні Олесниця Олесницького повіту Нижньосілезького воєводства.
Населення — 844 особи (2011).
У 1975-1998 роках село належало до Вроцлавського воєводства.

## Демографія
Демографічна структура станом на 31 березня 2011 року:
|          | Загалом | Допрацездатний вік | Працездатний вік | Постпрацездатний вік |
| -------- | ------- | ------------------ | ---------------- | -------------------- |
| Чоловіки | 431     | 86                 | 308              | 37                   |
| Жінки    | 413     | 100                | 230              | 83                   |
| Разом    | 844     | 186                | 538              | 120                  |